# Imperi de la llei

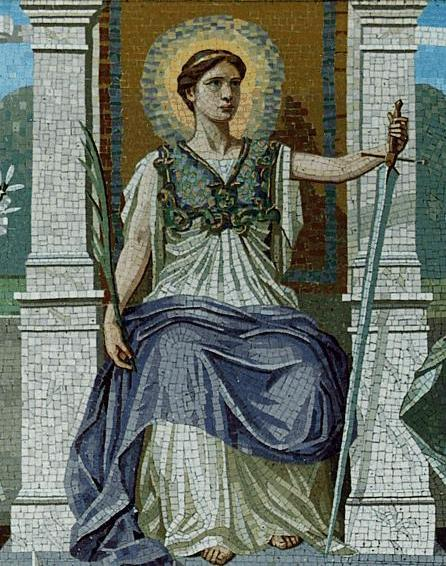
Mosaic que representa tant els aspectes judicials com els legislatius del dret. La dona del tron sosté una espasa per a castigar els culpables i una branca de palma per a premiar els meritoris. Una aurèola envolta el seu cap, i l'ègida de Minerva significa l'armadura de la rectitud i la saviesa.

L’Imperi de la llei (en anglès Rule of Law) és un principi polític i jurídic que estableix que la llei ha de regir per damunt de qualsevol voluntat individual o col·lectiva, incloent-hi les autoritats públiques. Aquest principi implica que totes les persones i institucions estan sotmeses a normes legals generals, públiques, estables i aplicades per òrgans independents, i que ningú no pot estar per sobre de la llei.
Des de les civilitzacions antigues fins a la seva formulació moderna en el constitucionalisme liberal, l’imperi de la llei ha estat concebut com un mecanisme essencial per garantir les llibertats civils, limitar el poder arbitrari i assegurar la justícia. Filòsofs com Aristòtil, Locke, Montesquieu i molts juristes contemporanis han contribuït a definir-ne les dimensions fonamentals.
Avui en dia, organismes com les Nacions Unides, la Unió Europea i el Consell d’Europa l’identifiquen com una condició necessària per a la protecció dels drets humans, la separació de poders i la governança democràtica.
El terme "imperi de la llei" té una estreta relació amb els conceptes de Constitucionalisme iEstat de Dret.

## Definició
L’imperi de la llei (del llatí Imperium legis i de l’anglès Rule of law) és un principi fonamental de l’Estat de dret segons el qual tots els individus, institucions i autoritats públiques —inclòs el govern— estan subjectes i han d’obeir la llei. Aquest principi implica que la llei ha de ser suprema, general, coneguda, estable, aplicable i impartida per tribunals independents
L’imperi de la llei es basa en la idea que cap persona ni poder està per sobre de la llei, i que aquesta ha de ser la norma suprema que regula les relacions socials i polítiques. És, per tant, un mecanisme de limitació del poder i de garantia dels drets i llibertats individuals. Perquè una jurisdicció sigui realment “subjecta” a l’imperi de la llei, cal que les normes siguin públiques, clares, estables, no retroactives, aplicables i no contradictòries
Tot i que el concepte es pot interpretar de manera més formalista (com a simple respecte a les normes establertes) o més garantista (com a sistema per protegir drets fonamentals), hi ha cert consens en el fet que l’imperi de la llei requereix:
- Legalitat: totes les accions de l’Estat han de tenir base legal.
- Igualtat davant la llei: ningú pot estar exempt de les seves obligacions legals.
- Dret a un procés just: els tribunals han de ser independents i imparcials.
- Publicitat i claredat normativa: les lleis han de ser conegudes i comprensibles.

En l'àmbit internacional, institucions com les Nacions Unides, el Consell d’Europa i la Unió Europea han reconegut l’imperi de la llei com un pilar essencial de la democràcia i els drets humans.

## Desenvolupament històric del concepte

#### Antiguitat

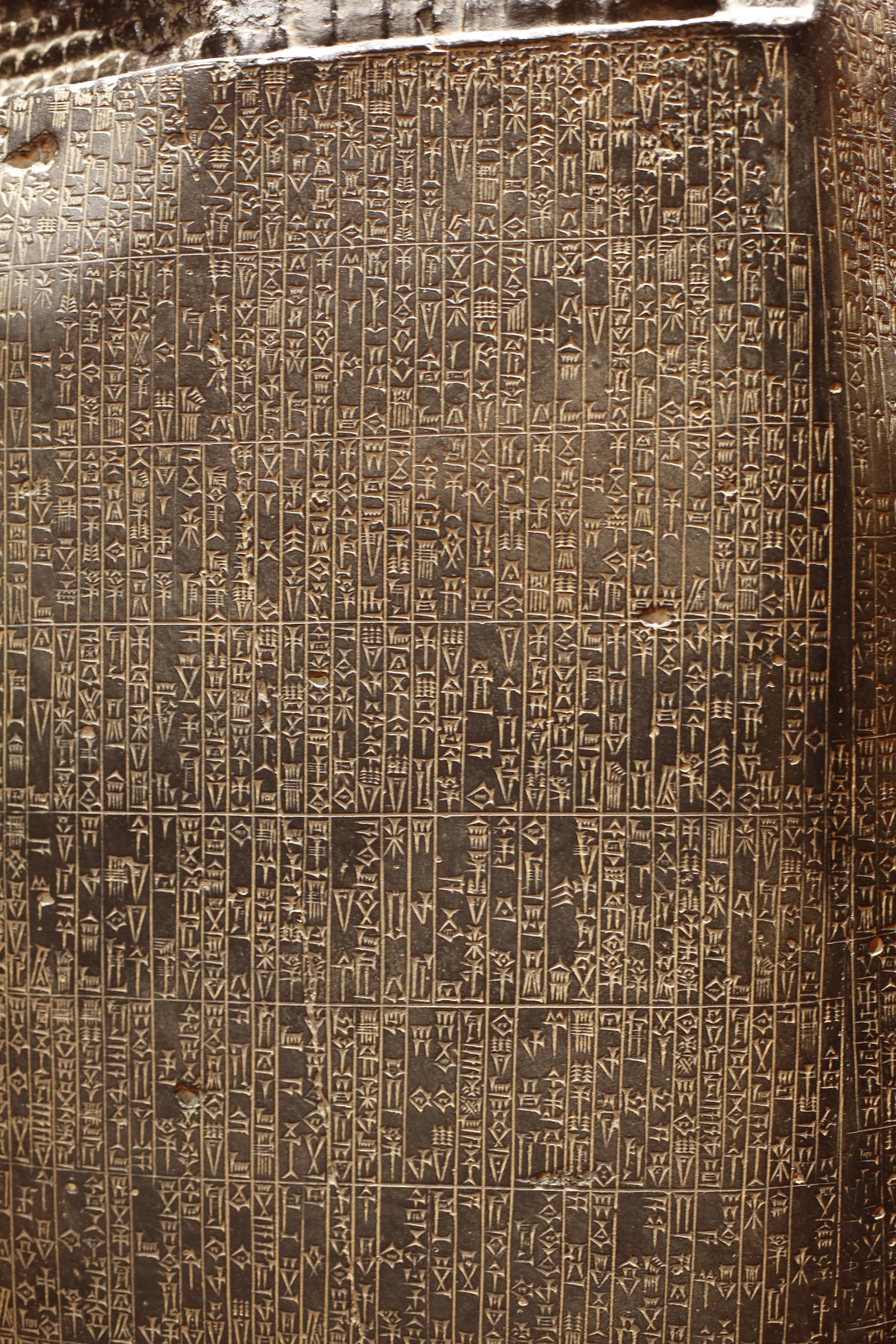
Codi d'Hammurabi, un dels compendis legals més antics

El principi que la llei ha d’estar per sobre del poder polític es pot rastrejar en diverses cultures de l’antiguitat. A Mesopotàmia, el Codi d’Hammurabi (segle XVIII aC) va recollir un conjunt de lleis escrites visibles públicament i aplicables a tota la població, incloent-hi els governants, la qual cosa representava una forma embrionària de supremacia legal. A l'Índia antiga, els Dharma-xastra i l’Arthashastra (segle IV aC) preveien que el rei havia d’actuar d’acord amb el dharma, entès com a conjunt de normes ètiques i jurídiques superiors a la seva voluntat. A la Grècia clàssica, el filòsof Aristòtil va sostenir que la llei, com a expressió de la raó, havia de governar per damunt dels homes, ja que només així es podia preservar la justícia i l’estabilitat de la ciutat.A Roma, la Llei de les Dotze Taules (450 aC) establia normes públiques i estables que limitaven l’arbitrarietat dels magistrats, introduint el principi de legalitat aplicable a tots els ciutadans.

#### Edat mitjana
Durant l’edat mitjana europea, el principi que el poder havia d’estar sotmès a la llei va adoptar formes diverses. A Anglaterra, la Magna Carta (1215) va establir que el rei no podia imposar impostos o empresonar súbdits sense un procés legal previ, cosa que limitava per primera vegada el poder reial mitjançant un compromís jurídic formal.
En el context català, la Constitució de l’Observança (1481) va establir que les lleis aprovades per les Corts prevalien sobre les ordres del rei, i que les autoritats del Principat podien actuar contra els oficials reials si incomplien la llei. Això representava una formulació singular del principi que la llei era superior a la voluntat del sobirà.

#### Segles XVII i XVIII

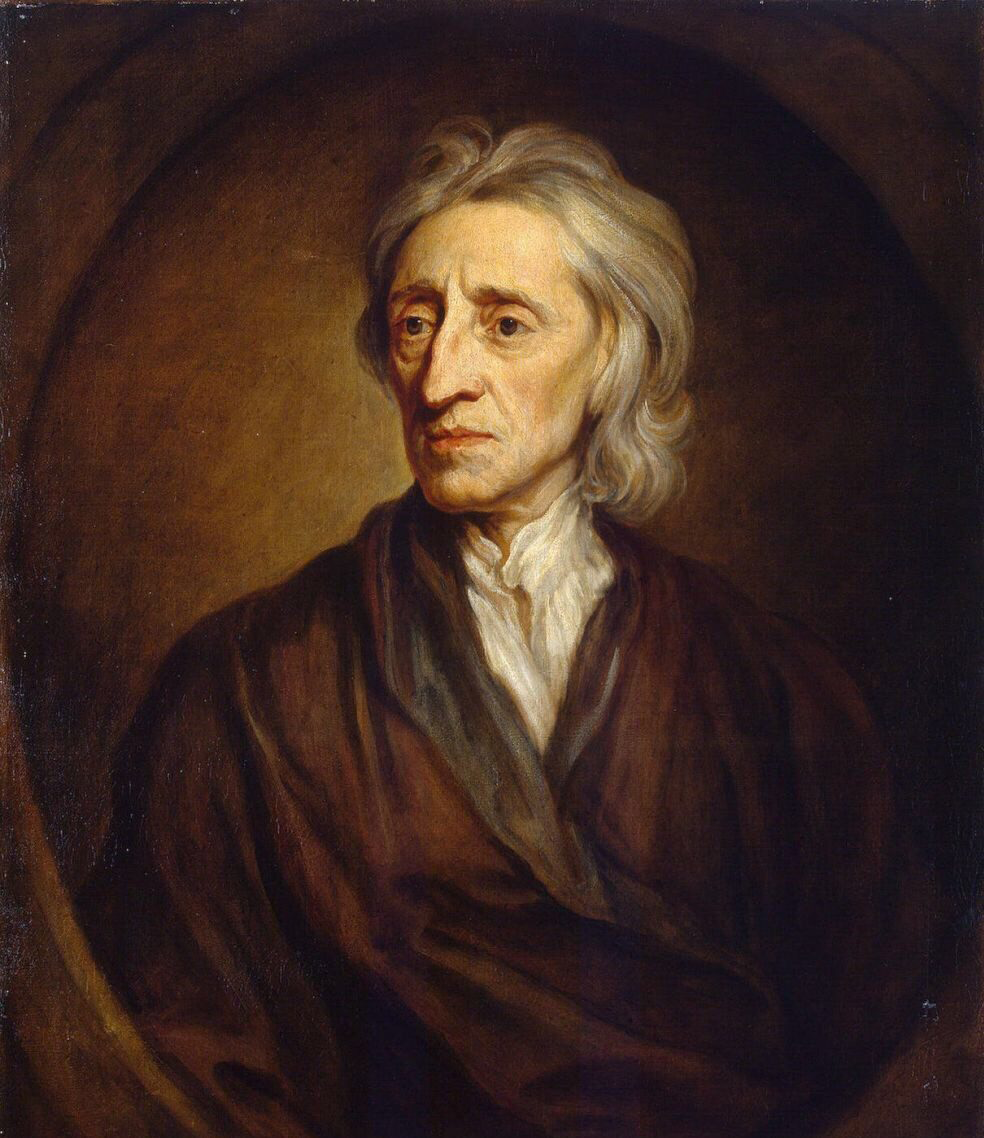
John Locke

En plena crisi de les monarquies absolutes, alguns pensadors van començar a teoritzar sobre la necessitat de sotmetre el poder a la llei. L'escocès Samuel Rutherford, a l'obra Lex, Rex (1644), va defensar que el rei havia d’estar subjecte a la llei divina i natural, i que l’autoritat no era absoluta sinó derivada.
Però va ser John Locke, a la seva obra Dos tractats sobre el govern civil (1689), qui va afirmar que la llibertat consisteix a viure sota normes comunes establertes pel consentiment, i no sota el poder arbitrari d’una altra persona. Per a Locke, l’Estat només és legítim si deriva del pacte entre individus lliures que decideixen sortir de l’estat de naturalesa i crear una comunitat política per protegir la seva vida, llibertat i propietats. Aquesta comunitat ha d’actuar a través de lleis conegudes i acceptades per la majoria, establertes per un legislador comú i aplicables tant als governants com als governats. Locke considera que una societat justa requereix que l’autoritat política es limiti mitjançant lleis generals, estables i previsibles, de manera que els ciutadans puguin planificar les seves vides sense por de canvis arbitraris. A més, defensa la separació de poders com a mecanisme essencial per evitar la tirania, reservant al poder legislatiu la funció suprema de fer lleis, i a l’executiu la d’aplicar-les sota el seu mandat. Aquest plantejament va tenir una influència directa en el desenvolupament del constitucionalisme liberal i en la formulació posterior de l’imperi de la llei com a principi fonamental dels estats democràtics.

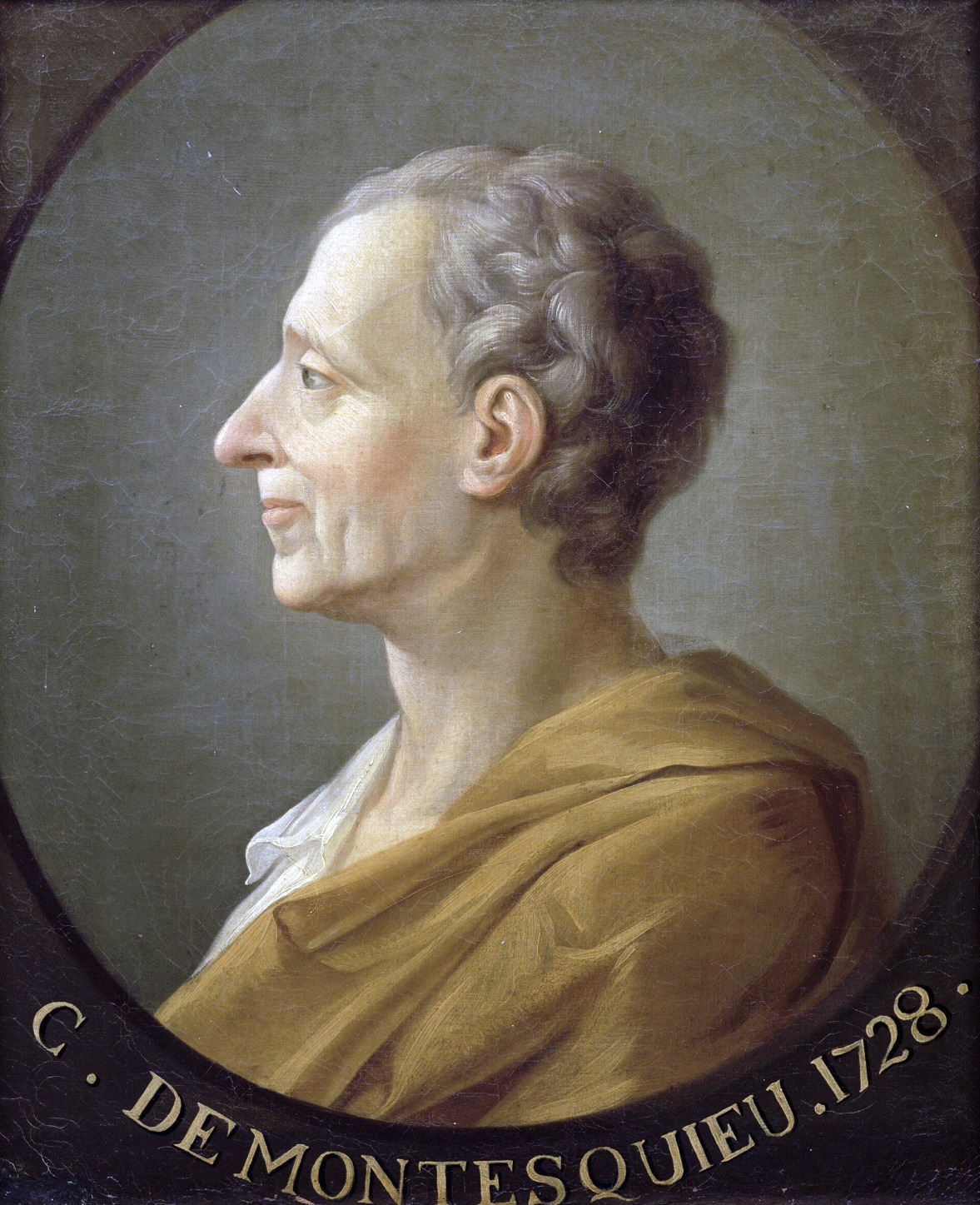
Charles-Lois de Secondat, Baró de Montesquieu

El pensador francès Charles-Louis de Secondat, baró de Montesquieu, va tenir un paper fonamental en l’evolució del pensament jurídic i polític modern en relació amb l’imperi de la llei. A la seva obra L’esperit de les lleis (De l’esprit des lois, 1748), Montesquieu va defensar que la llibertat política només es podia preservar si el poder estava dividit i limitat per la llei. Segons la seva teoria, l’Estat ha d’organitzar-se en tres poders diferenciats: el legislatiu, l’executiu i el judicial. Aquests poders han d’estar separats i actuar com a contrapès entre ells per evitar qualsevol forma de tirania. Si la mateixa persona o institució concentressin aquests poders, el resultat inevitable seria l’abús d’autoritat i la supressió de les llibertats.
Montesquieu entenia que la llei no només havia de ser suprema, sinó també elaborada per un poder representatiu i aplicada per institucions independents. Aquesta visió, inspirada parcialment en el sistema polític britànic, va influir decisivament en la redacció de les primeres constitucions liberals, especialment la dels Estats Units (1787), i va consolidar el vincle entre imperi de la llei i separació de poders com a garanties de la llibertat individual.

#### Segle XIX
El jurista britànic Albert Venn Dicey va donar forma moderna al concepte d’imperi de la llei a la seva obra Introduction to the Study of the Law of the Constitution (1885). Hi va formular tres principis: la primacia de la llei davant l’arbitrarietat governamental, la igualtat de tots els individus davant la llei, i la protecció dels drets individuals mitjançant els tribunals ordinaris. Aquesta formulació va influir profundament en el constitucionalisme liberal europeu i nord-americà.

#### Segles XX i XXI
Al segle xx, el debat sobre l’imperi de la llei es va intensificar en resposta als règims totalitaris i a la necessitat de garantir drets fonamentals. El jurista estatunidenc Lon L. Fuller va defensar que un sistema jurídic només pot ser legítim si compleix determinades condicions formals:
- Lleis generals. Les normes han d’establir regles generals de conducta, no resoldre casos particulars ad hoc. Això vol dir que han de servir com a pautes d'anticipació de l’acció, aplicables a tothom en circumstàncies semblants, i no com a instruments per perseguir o afavorir individus concrets.
- Lleis públiques. Una norma només pot ser obligatòria si és coneguda. La llei ha de ser accessible, promulgada i comprensible per a la ciutadania. Normes secretes o no publicades vulneren el principi de seguretat jurídica i impedeixen la responsabilitat legal.
- Lleis clares i intel·ligibles. Els textos legals han de ser formulats de manera prou precisa perquè els ciutadans puguin entendre què es permet i què es prohibeix. Una redacció ambigua o excessivament tècnica fa que el compliment de la norma depengui de la interpretació discrecional de l’autoritat.
- Absència de contradiccions entre normes. El sistema legal ha de ser coherent. No poden coexistir normes que imposin obligacions incompatibles entre elles, ja que això posa el ciutadà en una situació d’impossibilitat i genera inseguretat jurídica.
- Lleis no retroactives. Les normes han de regular el futur, no el passat. L’aplicació retroactiva de les lleis vulnera la previsibilitat i pot sancionar conductes que, quan es van produir, no eren il·legals. Només en casos excepcionals (com la reparació de greuges greus en drets humans) es pot admetre la retroactivitat.
- Lleis possibles de complir. Cap llei no hauria d’imposar obligacions que són físicament, lògicament o pràcticament impossibles de complir. Fer-ho contravé el sentit de justícia i converteix el dret en una eina de dominació arbitrària.
- Estabilitat en el temps. El dret ha de tenir una certa permanència per permetre que els ciutadans planifiquin les seves vides. Canvis constants, sobtats o imprevisibles erosionen la funció orientadora de la llei i debiliten la confiança en el sistema.

- Coherència entre la norma i la seva aplicació. No n’hi ha prou amb tenir bones lleis: cal aplicar-les de manera coherent. Hi ha d’haver correspondència entre el que la norma diu i el que les autoritats judicials i administratives fan efectivament. La desconnexió entre norma i pràctica buida el dret de legitimitat.

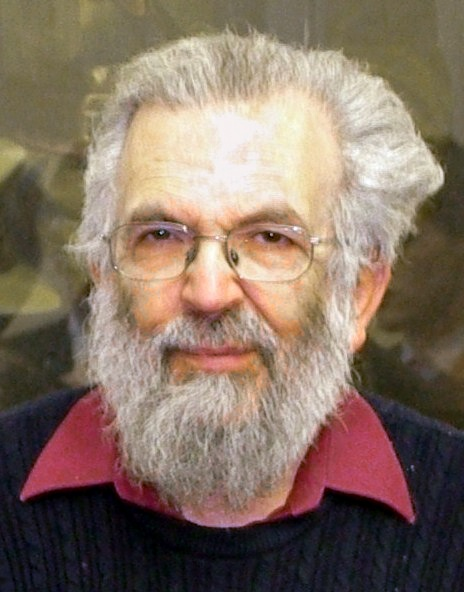
Joseph Raz

En una línia similar, l'israelià Joseph Raz va destacar que l’imperi de la llei és una condició necessària per a la governança eficaç, tot i que no garanteix per si mateix ni la democràcia ni la justícia substantiva. Així, un règim polític pot ser profundament injust o autoritari i, tanmateix, mantenir un alt grau de legalitat formal. L’imperi de la llei és, per tant,  fonamentalment instrumental: el seu valor rau en el fet que proporciona un marc estable, previsible i no arbitrari per a l’exercici del poder, però no prescriu els continguts ètics del dret ni en determina la legitimitat moral.
Joseph Raz també enumera una sèrie de principis que tot sistema jurídic hauria de seguir per aproximar-se a aquest ideal: les lleis han de ser clares, públiques, prospectives, relativament estables, i les autoritats han d’actuar d’acord amb les normes establertes. No obstant això, aquests requisits formen part del que ell anomena una «virtut del dret» més que no pas una teoria de la justícia. Així, l’imperi de la llei pot existir fins i tot en règims il·liberals o antidemocràtics, sempre que es compleixin aquestes condicions formals. Per aquest motiu, rebutja identificacions simplistes entre l’imperi de la llei i la democràcia liberal. Considera que cal distingir entre els valors formals del dret —com l’estabilitat i la previsibilitat— i els valors substantius —com la llibertat, la igualtat o els drets humans—, que no deriven necessàriament del fet que una norma sigui legal.

## Conceptes similars
L’imperi de la llei és un concepte central en la teoria política i jurídica, però sovint es confon amb altres nocions relacionades, com la Legalitat formal, l’Estat de dret o el Govern de les lleis. Tot i estar interconnectats, aquests conceptes tenen significats i implicacions diferents.

#### Legalitat formal
La legalitat formal fa referència al simple fet que les accions de l’Estat estiguin emparades per una norma jurídica. Un règim autoritari pot complir formalment aquest criteri si actua segons lleis promulgades per ell mateix, fins i tot si aquestes vulneren els drets humans o són arbitràries. Així, la legalitat no és per si sola garantia de justícia ni de respecte pels drets fonamentals. L’imperi de la llei, en canvi, implica que les lleis han de reunir unes condicions mínimes de racionalitat, generalitat, publicitat i coherència, tal com han destacat autors com Lon L. Fuller i Joseph Raz, i no poden ser utilitzades com a instrument de dominació arbitrària.

#### Govern de les lleis (Rule by law)
El govern de les lleis (rule by law) és una expressió que indica que l’Estat utilitza el dret com a eina de control, però no implica necessàriament que aquest dret sigui limitador del poder. En sistemes autoritaris, és habitual trobar un ús instrumental de les lleis per consolidar el poder del govern. El dret pot estar codificat, ser previsible i aplicat per tribunals, però no actuar com a límit del poder polític.
En canvi, l’imperi de la llei (rule of law) significa que el dret limita i sotmet el poder polític, i garanteix drets fonamentals com la igualtat, la llibertat i el dret a un procés just.

#### Estat de dret
El concepte d’Estat de dret (Rechtsstaat en la tradició germànica) inclou i amplia el de l’imperi de la llei. A més d’exigir la supremacia de la llei, inclou altres elements com la separació de poders, la garantia dels drets fonamentals i la legalitat de l’administració pública. Per tant, es pot dir que l’imperi de la llei n’és una condició necessària però no suficient. Així, mentre que l’Estat de dret és un model de sistema institucional complet, l’imperi de la llei és un principi que en forma part, centrat específicament en el rol normatiu i limitador del dret dins del sistema polític.